# Mansoanka
Die Sprache Mansoanka (ISO 639-3: msw; auch kunant, kunante, mansoanca, maswanka, sua) ist eine westatlantische Sprache, die als einziger Vertreter der Untergruppe Sua zur Sprachgruppe der südatlantischen Sprachen innerhalb der Niger-Kongo-Sprachfamilie gezählt wird.
Gesprochen wird die Sprache von etwa 15.500 Personen in Guinea-Bissau (2006) und von einigen Minderheiten in Gambia. Insgesamt hat die Sprache 17.100 Sprecher. Die Volksgruppe, die diese Sprache spricht, sind die Kunante, die mit anderen Völkern in der Region die senegambischen Völker bilden.
Die Sprachen balanta-kentohe [ble] und mandinka [mnk] sind den Mansoanka-Sprechern verständlich, daher wird die Sprache auch als mandinkanizirani-balanta’ bezeichnet.